# City Center w Warszawie
City Center – budynek usługowo-biurowy, który znajdował się w warszawskiej dzielnicy Śródmieście, przy ul. Złotej 44. Został wzniesiony w latach 1989−1991 przez Pewex i Warimpex i był pierwszą w Warszawie galerią handlową zbudowaną po 1989 roku. Rozebrany w 2007 roku.

## Historia

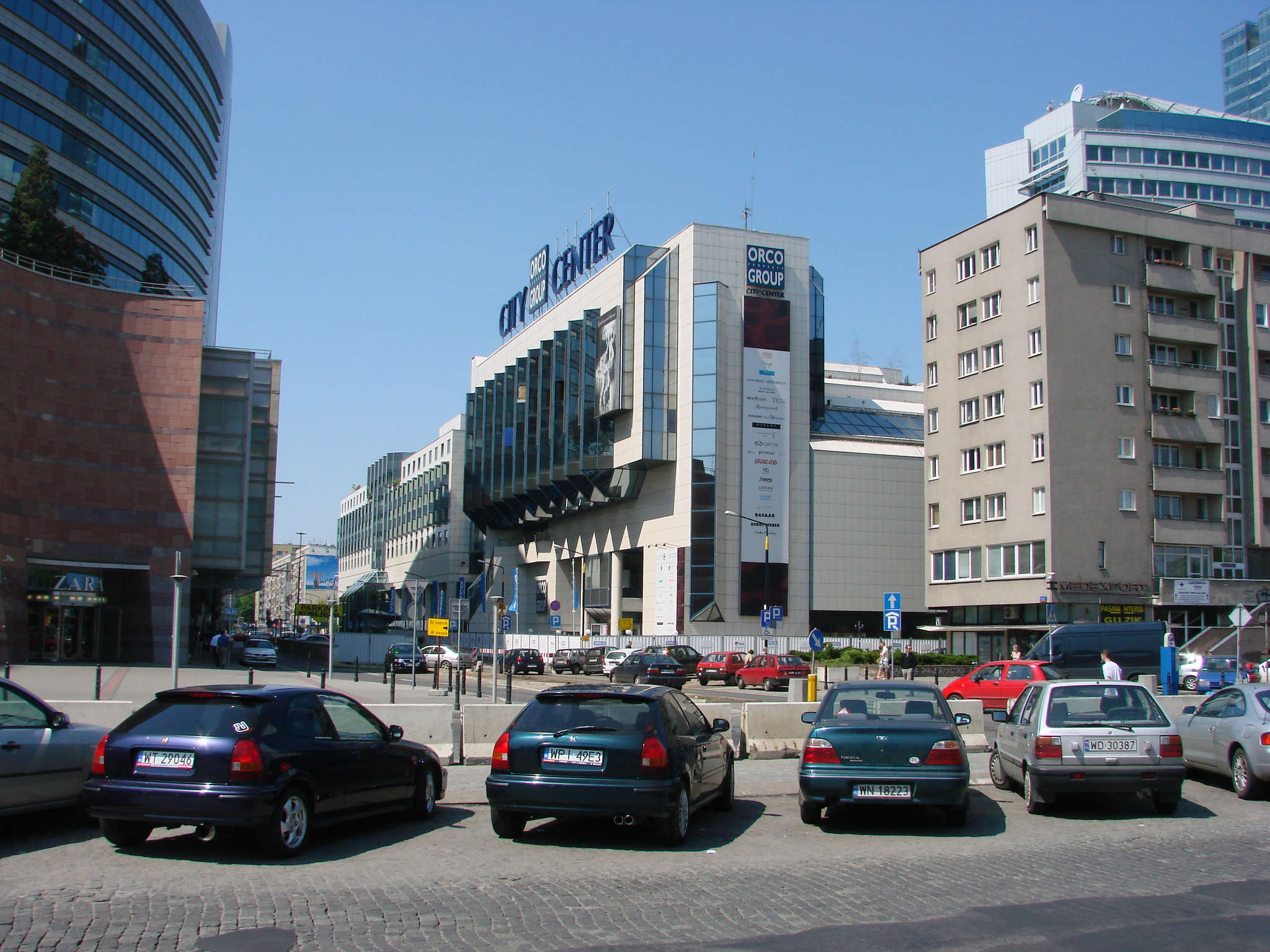
Budynek w 2007 roku

Budynek został wzniesiony obok zbudowanego w latach 1987−1989 hotelu sieci Holiday Inn przy ul. Złotej 48/54. Nawiązywał swoją architekturą do sąsiedniego budynku zarówno kolorystyką fasady, jak i liczbą kondygnacji. Mieściły się w nim sklepy m.in. Pewexu (drugie piętro) jak również galeria handlowa zwana Bogusz Center (parter, pierwsze i trzecie piętro) oraz w przyziemiu Elektroland. Mieściły się tu także butiki z odzieżą i jeden z pierwszych w Warszawie nocnych sklepów spożywczych. W 1995 budynek przemianowano z Bogusz Center na City Center. Wobec dużej konkurencji nowo powstających centrów handlowych (zazwyczaj z hipermarketami) pod koniec lat 90. stracił na znaczeniu jako ekskluzywna galeria handlowa.

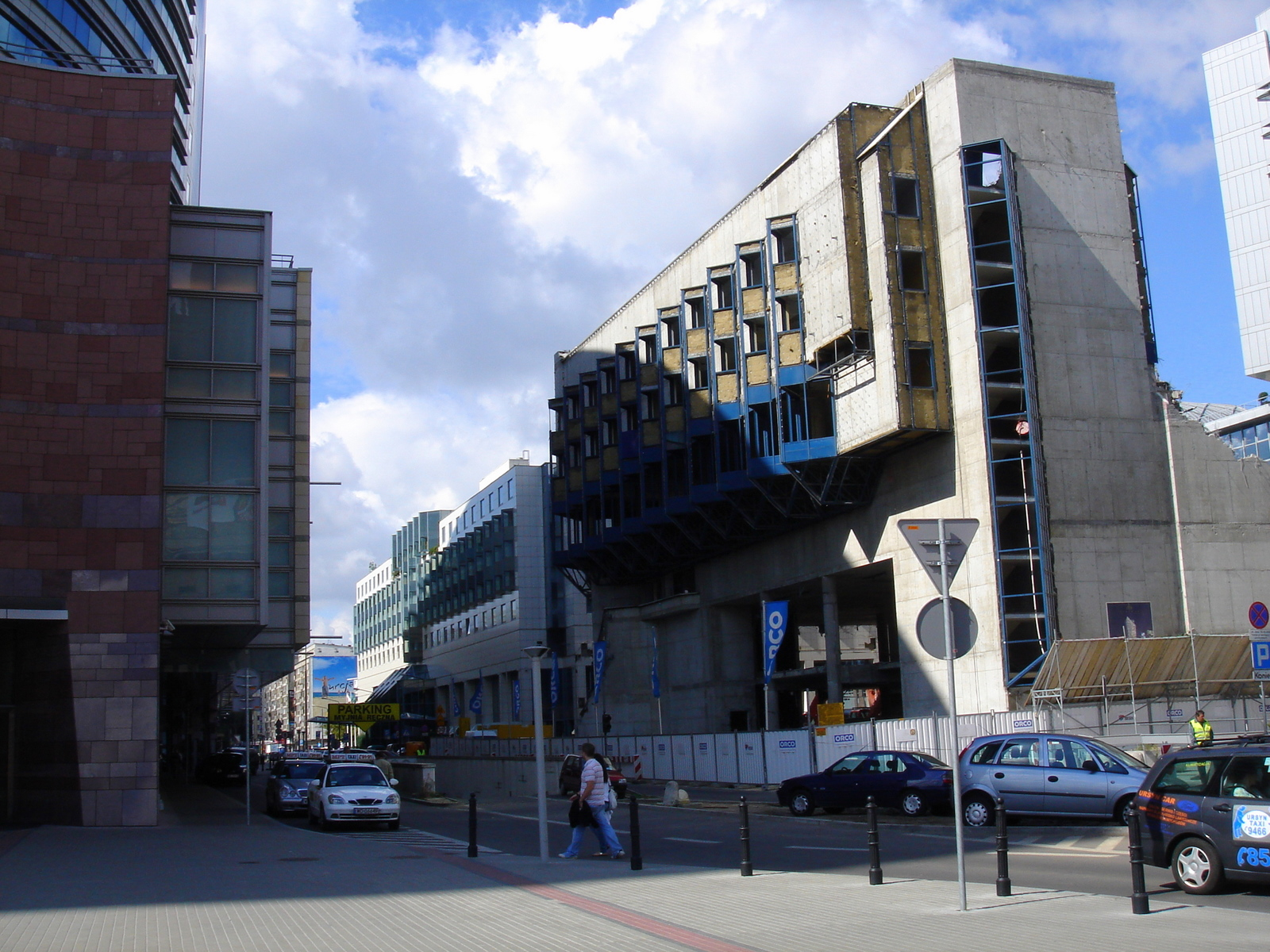
Wyburzanie – sierpień 2007

W roku 2004 budynek wraz z działką został nabyty za 41,5 mln zł przez luksemburską firmę Orco Property Group, planującą wzniesienie w jego miejscu wieżowca. 13 kwietnia 2007 rozpoczęła się rozbiórka budynku przez belgijską firmę Besix. Na miejscu budynku powstał wieżowiec Złota 44 zaprojektowany przez Daniela Libeskinda.